# Hermannia ternifolia
Hermannia ternifolia är en malvaväxtart som beskrevs av Presl. Hermannia ternifolia ingår i släktet Hermannia och familjen malvaväxter. Inga underarter finns listade i Catalogue of Life.